# Грубая посадка (фильм)
«Грубая посадка» — советский фильм 1985 года режиссёра Мухтара Аги-Мирзаева о буднях лётчиков военно-морской авиации.

## Сюжет
Во время экзаменационного полета экзаминатор-полковник случайно задел не тот тумблер — и машина (в фильме использована летающая лодка Бе-12) рухнула в море. Все, кроме него, остались живы. При расследовании авиапроисшествия, к которому привлечено как командование авиации флота так и конструкторское бюро, выдвигаются версии как отказа техники так и ошибки пилотирования. Пилот Назаров, ученик полковника, в знак благодарности за педагогическое мастерство талантливого учителя и чтобы сохранить добрую память о нём, берёт всю вину на себя…

## В ролях

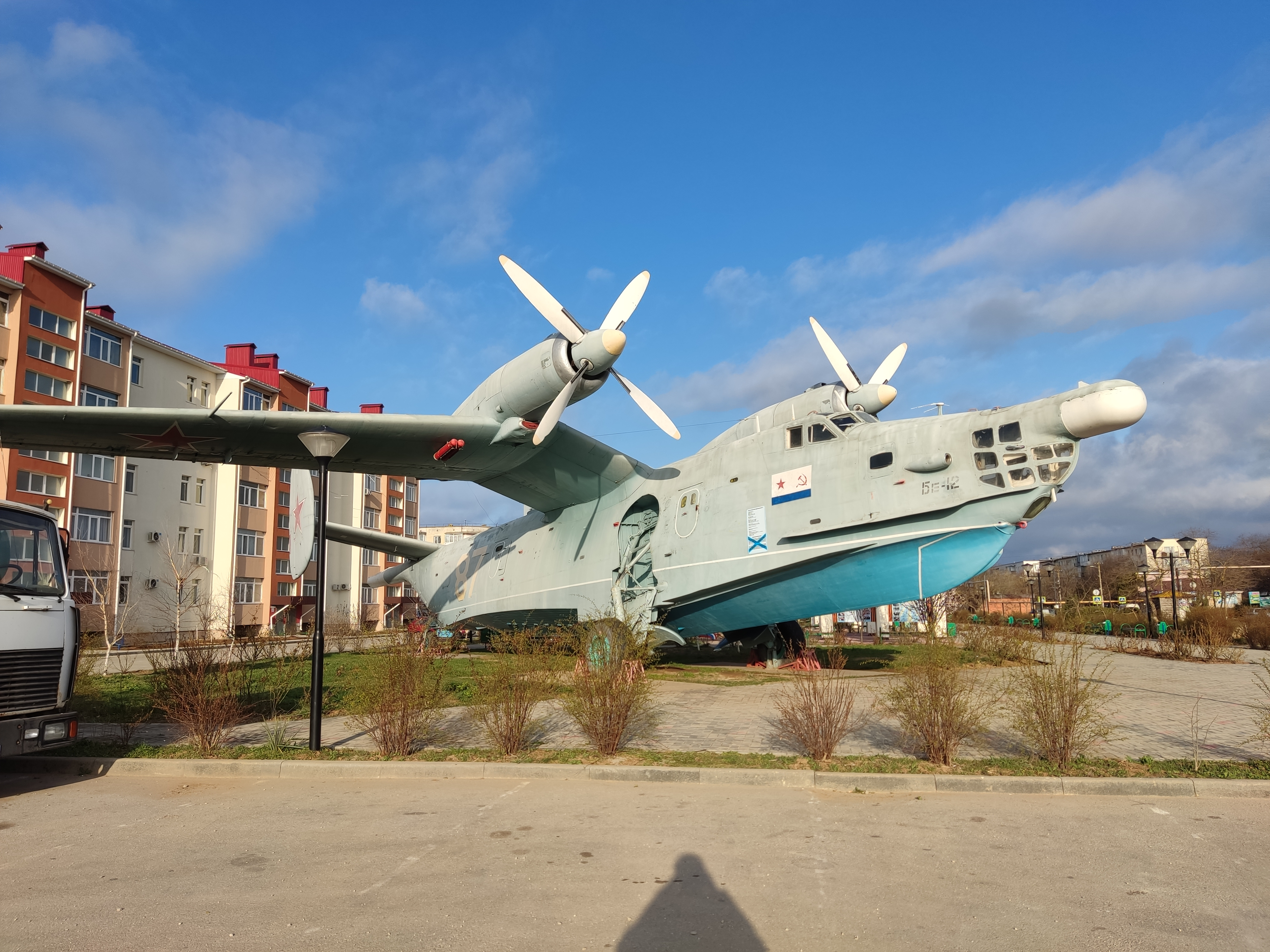
Летающая лодка Бе-12, аналогичная использовавшейся на съемках фильма, на стоянке в посёлке Мирный

- Летающая лодка Бе-12, аналогичная использовавшейся на съемках фильма, на стоянке в посёлке МирныйАнатолий Ромашин — Сергей Иванович Соловьёв, полковник, командир полка
- Бахрам Матчанов — Тимур Назаров, молодой пилот, старший лейтенант
- Анатолий Васильев — Александр Варламов, подполковник
- Ирина Алфёрова — Тася
- Сергей Яковлев — Сергей Сергеевич Рыжов, следователь военной прокуратуры
- Юрис Лауциньш — Мельников, лейтенант из военной прокуратуры
- Виктор Павлов — Богомолов «Егорыч»
- Владимир Сошальский — Василий Филиппович Полозов, командующий ВВС
- Ольга Битюкова — Алёна, дочь Соловьева
- Юрий Гребенщиков — Зайцев, штурман, капитан
- Леонид Акимов — Михайлов, радист, прапорщик
- Владимир Атабеков — начальник штаба
- Николай Гринько — главный конструктор
- Михаил Зимин — прокурор флота
- Зухра Абдурахманова — мать Назарова
- Лев Бутенин — Ивлев, прапорщик
- Татьяна Говорова — член государственной комиссии

## Съёмки
Хотя фильм снят на киностудии «Узбекфильм», но съёмки велись в Крыму — основная съёмочная площадка находилась в закрытом военном городке Мирный с привлечением авиации и военных лётчиков 318-го авиационного полка самолётов-амфибий Бе-12 Крымской военно-морской базы. Эпизод с подъёмом самолёта снимался у скалистого побережья Тарханкута. Актёры и съёмочная группа жили в общежитии лётчиков, некоторые актёры, которым не полагалось шить форму, носили форму лётчиков, например Владимир Ткалич носил форму взятую у замполита гарнизона.